# Elba (Nebraska)
Elba è un comune degli Stati Uniti d'America, situato nello Stato del Nebraska, nella contea di Howard.